# Nordskinn
Nordskinn (Hyphoderma lapponicum) är en svampart som först beskrevs av Viktor Litschauer, och fick sitt nu gällande namn av Leif Ryvarden 1971. Nordskinn ingår i släktet Hyphoderma och familjen Meruliaceae.  Arten är reproducerande i Sverige. Inga underarter finns listade i Catalogue of Life.